# De vroedvrouw
De vroedvrouw (The Midwife) is de vierde aflevering van het eerste seizoen van de Noors-Amerikaanse serie Lilyhammer. De aflevering werd op 15 februari 2012 op de Noorse zender NRK1 uitgezonden. Op 6 februari verscheen de aflevering op de streamingdienst Netflix.

## Verhaal
Frank Tagliano en Sigrid Haugli wachten op de vroedvrouw in het ziekenhuis. De vroedvrouw komt binnen en Frank struikelt over het feit dat de vroedvrouw een man genaamd Svein is. Hij gaat klaagt hierover bij het ziekenhuis. Frank en Sigrid gaan terug naar huis en ondertussen vindt op het politiebureau de hoorzitting betreffende agent Geir Tvedt plaats, die tijdens de Birkebeiner-race dacht dat Frank een aanslag zou gaan plegen en hierom de wedstrijd stil liet leggen. Thuis aangekomen ziet Frank een ongeopende brief liggen, waarin staat dat Gjøvik de nieuwe bevallingslocatie wordt. Frank belt dr. Hustad daarover. Inmiddels is de hoorzitting afgelopen en legt Arve Østli agent Geir een schorsing op van zes maanden.
Frank gaat naar Julius Backe, een advocaat, en vertelt hem over de nieuwe bevallingslocatie. Julius belooft het te veranderen en ontdekt daarna dat zijn zoon, Olav, zich tot de islam heeft bekeerd. Julius gaat naar de kroeg en komt daar Geir tegen en besluit de baard van Olav tijdens zijn slaap eraf te knippen. Hij reageert hierop door weg te lopen. Frank, Sigrid en Jonas gaan op bezoek bij Per en Anette, omdat zij zwanger is en ook een baby heeft naast nog twee andere kinderen. Per heeft vaderschapsverlof genomen en dient als huisman. Op datzelfde moment ziet Laila Hovland haar ex-collega Geir in het winkelcentrum optreden. Hij valt echter bij het begin van zijn optreden op de grond. Als Sigrid, Jonas en Frank bij Per gaan eten, komt Pers vrouw, Anette, thuis. Per loopt na het eten boos weg en Frank gaat met hem praten. Sigrid stelt Frank voor dat Per een keer gaat meepokeren met hem.
Laila zoekt Geir op en treft hem verwaarloosd aan. Laila geeft hem vliegtickets naar Newark en Memphis cadeau. In de avond gaat Frank met een paar vrienden pokeren en ook Per doet mee. Als Per een grote schuld krijgt, stelt Frank voor deze kwijt te schelden als hij zijn plek bij het ziekenhuis ruilt, waardoor Sigrid in Lillehammer kan bevallen. Per gaat akkoord. Inmiddels is Geir bij het vliegveld aangekomen en ontmoet daar een man genaamd Jawinder Singh, een sikh. Hij gaat naast hem zitten in het vliegtuig. Geir geeft op een formulier aan in aanraking te zijn geweest met een aanslag en wordt daarom in Newark aangekomen ondervraagd. De volgende ochtend zijn enkele gebouwen in Lillehammer met graffiti bespoten en hoort Frank over de "Nachtraven", een groep die de buurt veilig probeert te houden. Hij besluit lid te worden en patrouilleert die avond. Ook de vroedvrouw patrouilleert. De vroedvrouw betrapt jongeren op het spuiten van graffiti en op het drinken van alcohol. Frank valt de jongeren aan en ook de vroedvrouw doet mee. Frank beweert dat de elleboog van de vroedvrouw niet is beschadigd door het gevecht met de jongeren, maar doordat hij Frank probeerde te stoppen. Frank verlaat de "Nachtraven" en beschermt de vroedvrouw, opdat hij een goedkeuring krijgt voor de ruil met Per.
Geir wordt intussen vrijgelaten, nadat hij door de invulling van zijn formulier was vastgehouden. Sigrid heeft goedkeuring gekregen om in het ziekenhuis van Lillehammer te bevallen en de vroedvrouw maakt een echo. Hij ziet dat Sigrid zwanger is van een tweeling (een jongen en een meisje).

## Rolverdeling
| Rol                   | Acteur                     |
| --------------------- | -------------------------- |
| Frank Tagliano        | Steven Van Zandt           |
| Sigrid Haugli         | Marian Saastad Ottesen     |
| Torgeir Lien          | Trond Fausa Aurvåg         |
| Geir "Elvis" Tvedt    | Kyrre Hellum               |
| Laila Hovland         | Anne Krigsvoll             |
| Julius Backe          | Sven Nordin                |
| Jonas Haugli          | Mikael Aksnes-Pehrson      |
| Arne                  | Tommy Karlsen Sandum       |
| Arve Østli            | Finn Schau                 |
| Per Dahl-Thomassen    | Erlend Klarholm Nilsen     |
| Anette Dahl-Thomassen | Miriam Sogn                |
| Svein Jordfar         | Paul Ottar Haga            |
| Audun Natteravn       | Bjarne Hjelde              |
| Richard Nilsen        | Øystein Røger              |
| Olav Backe            | Petrus Andreas Christensen |
| Olympia Backe         | Eira Stuedahl              |
| Dr. Hustad            | Gisken Armand              |
| band                  | Kookookitchen              |
| Gudrun                | Berit Tofte                |